# Championnat de Namibie de football 2017-2018
Navigation
Édition précédente Édition suivante
La saison 2017-2018 du Championnat de Namibie de football est la vingt-cinquième édition de la Premier League, le championnat de première division national namibien. Les équipes engagées sont regroupées au sein d'une poule unique où elles affrontent deux fois leurs adversaires, à domicile et à l'extérieur. En fin de saison, les trois derniers du classement sont relégués et remplacés par les trois meilleurs clubs de deuxième division.
C'est le club d'African Stars FC qui remporte la compétition cette saison après avoir terminé en tête du classement, avec neuf points d'avance sur Black Africa FC et dix sur Mighty Gunners FC. C'est le quatrième titre de champion de Namibie de l'histoire du club, qui réalise d'ailleurs le doublé en s'imposant en finale de la Coupe de Namibie face au Unam FC.

## Participants
- Unam FC
- Tura Magic FC
- Eleven Arrows FC
- African Stars FC
- Civics FC
- Blue Waters FC
- United Africa Tigers FC
- Black Africa FC
- Orlando Pirates Windhoek
- Rundu Chiefs FC
- Young Chiefs FC
- Citizens FC
- Mighty Gunners FC
- Life Fighters FC - Promu de D2
- Young African FC - Promu de D2
- Chief Santos FC - Promu de D2

## Compétition

### Classement
Le classement est établi sur le barème de points classique : victoire à 3 points, match nul à 1, défaite à 0.
| Rang | Équipe                   | Pts | J  | G  | N  | P  | Bp | Bc | Diff |
| ---- | ------------------------ | --- | -- | -- | -- | -- | -- | -- | ---- |
| 1    | African Stars FCC        | 64  | 30 | 19 | 7  | 4  | 40 | 14 | +26  |
| 2    | Black Africa FC          | 55  | 30 | 15 | 10 | 5  | 52 | 29 | +23  |
| 3    | Mighty Gunners FC        | 54  | 30 | 17 | 3  | 10 | 48 | 36 | +12  |
| 4    | Unam FC                  | 48  | 30 | 13 | 9  | 8  | 43 | 32 | +11  |
| 5    | Young African FCP        | 47  | 30 | 12 | 11 | 7  | 35 | 25 | +10  |
| 6    | United Africa Tigers FCT | 46  | 30 | 14 | 4  | 12 | 42 | 33 | +9   |
| 7    | Tura Magic FC            | 43  | 30 | 12 | 7  | 11 | 41 | 36 | +5   |
| 8    | Orlando Pirates Windhoek | 39  | 30 | 10 | 9  | 11 | 39 | 39 | 0    |
| 9    | Eleven Arrows FC         | 39  | 30 | 10 | 9  | 11 | 48 | 49 | -1   |
| 10   | Life Fighters FCP        | 37  | 30 | 9  | 10 | 11 | 28 | 39 | -11  |
| 11   | Citizens FC              | 37  | 30 | 10 | 7  | 13 | 36 | 49 | -13  |
| 12   | Civics FC                | 35  | 30 | 7  | 14 | 9  | 33 | 27 | +6   |
| 13   | Blue Waters FC           | 32  | 30 | 8  | 8  | 14 | 33 | 43 | -10  |
| 14   | Young Chiefs FC          | 31  | 30 | 6  | 13 | 11 | 29 | 36 | -7   |
| 15   | Rundu Chiefs FC          | 27  | 30 | 6  | 9  | 15 | 34 | 55 | -21  |
| 16   | Chief Santos FCP         | 17  | 30 | 3  | 8  | 19 | 20 | 59 | -39  |

|  | Qualification pour la Ligue des champions de la CAF 2018-2019                           |
|  | Relégation directe en deuxième division                                                 |
|  | T : Tenant du titre C : Vainqueur de la Coupe de Namibie P : Promu de deuxième division |

## Bilan de la saison
| Championnat de Namibie de football 2017-2018                        |                             |
| Champion                                                            | African Stars FC (4e titre) |
| Coupes et trophées                                                  |                             |
| Vainqueur de la Coupe de Namibie 2017-2018                          | African Stars FC            |
| Qualifications continentales                                        |                             |
| Ligue des champions de la CAF 2018-2019                             | African Stars FC            |
| Coupe de la confédération 2018-2019                                 | Aucun                       |
| Promotions et relégations                                           |                             |
| Promus en Championnat de Namibie de football                        | Julinho Sporting            |
| Promus en Championnat de Namibie de football                        | Young Brazilians FC         |
| Promus en Championnat de Namibie de football                        | Okahandja United            |
| Relégués en Championnat de Namibie de football de deuxième division | Chief Santos FC             |
| Relégués en Championnat de Namibie de football de deuxième division | Young Chiefs FC             |
| Relégués en Championnat de Namibie de football de deuxième division | Rundu CHiefs FC             |